# Allium karvounis
Allium karvounis — вид квіткових рослин з підродини цибулевих (Allioideae). Ендемік Греції — о. Самос. Етимологія: від старої назви «Карвуніс» гори Амбелос із Самосу (острів Егейського моря).

## Біоморфологічна характеристика
Цибулина яйцеподібна, 10–15 × 8–12 мм, з темно-бурою оболонкою. Стебло голе, прямовисне, 18–24 см заввишки, на 1/2 довжини вкрите листковими піхвами. Листків 3–4, зелених, напівциліндричних, ребристих, з пластиною 8–20 см завдовжки. Суцвіття компактне, з 25–80 квіток. Обгортки суцвіття довші за суцвіття. Оцвітина конічно-дзвінчаста; листочки оцвітини рівні, зеленувато-жовті з пурпуровим відтінком, довгасті, закруглені на верхівці, 3.8–4 × 1.6–1.8 мм. Тичинки зі знизу білими та зверху пурпуровими нитками й жовтими пиляками. Коробочка оберненояйцеподібна, зелена, 4.5–5 × 4.5–5 мм.

## Поширення
Цей вид локалізується на вершині гори Амбелос на острові Самос, де він росте в орофільній подушковій рослинності.